# Chiesa di Santa Maria Assunta (Caldarola)
La chiesa di Santa Maria Assunta è un luogo di culto ubicato nel comune di Caldarola.

## Storia
Febo Allevi scrive «... la tradizione locale indica che, in tempi probabilmente anteriori ai documenti rinvenuti, in località di Pioarse, fosse stata la primitiva sede della Pieve di S. Maria presso Faveria e che dopo un incendio (da cui il toponimo Pioarse) la Pieve si sia spostata sullo sperone attuale.»
Nel documento del 1263 la pieve risulta incastellata, quindi già esisteva a quel tempo una fortificazione di difesa che proteggeva l'ingresso al sagrato della chiesa.
Il Violante periodizza al XII secolo l'introduzione dei canonici accanto al clero plebano, quindi alla primitiva chiesa si accosta la canonica. La canonica sorge con le mura a difesa del sagrato. Probabilmente l'impianto attuale è successivo a queste datazioni e fa parte integrante del sistema difensivo.
Nei secoli successivi verrà completato il sistema difensivo comprendendo l'abside e addossando all'angolo sud-est un torrione a pianta poligonale. Il Feliciangeli fa risalire la costruzione del portale al Quattrocento.
Dalla descrizione della visita del Vescovo Delfini nel 1597 si può scoprire che vi erano sei altari dedicati a San Sebastiano, al Crocifisso, a Sant'Andrea, a Santa Lucia, a Santa Caterina, alla Pietà. Erano altari in legno e di cattiva fattura tanto che il Vescovo ordinò che fossero fatti in laterizio o in pietra, come anche i coperchi delle tombe.
Il più antico documento conservato nell'Archivio parrocchiale che contiene un'accurata descrizione della chiesa è l'Inventario del 1808, in esso è descritta la chiesa è descritta «...è di figura rettangolare: archeggiata a nicchie dipinte da pilastri con capitelli di pietra. Uno di questi pilastri è visibile all'ingresso del torrione, oggi sede del museo archeologico. È senza navate, fatta a tetto, ma ben pianellato cò suoi cavalli. … Da capo a levante vi è un piccolo Coro con finestrino, e due porte: una in comunicazione col presbiterio e l'altra con la Sacrestia. Contiguo al detto Coro è situato l'Altar Maggiore adorno di sue colonne, capitelli, ed altri intagli dorati di legno, con suo cielo di tela dipinta. Le basi sono di pietra mischia, ed ha tre scalinate con predella di legno. Una sola lapide forma la mensa. Un quadro grande di tela rappresenta la storia dell'Annunciazione di Maria Vergine. Vi ha il suo tabernacolo per il Santissimo … Detto altare fu fatto rifare e dotato dal Sig. Conte Antonio Sparapani di Camerino… Il Presbiterio è grande con scalino appiedi. Abbraccia quattro nicchie. Di sopra ha un cornicione fatto di legno. Avanti due porte: una della Sacrestia, l'altra per il Coretto. A fianco altra porta per la Sacrestia della Compagnia del Sacramento e del Rosario. Due credenzini a muro con porticella inchiavata: uno per tenere l'Olio Santo delli infermi, … l'altro per conservare le Reliquie dei Santi: Di sette e più altari laterali che vi erano prima, ne sono rimasti quattro solamente. Uno sotto l'invocazione della Madonna della Pietà resta a Cornu Evangelii. Ha un piccolo ornato di pietra mischia in parte dorato, incassato nel muro. In mezzo un finestrino, dove conservasi l'immagine sopra descritta… A fronte di questi vi è l'altro della Madonna del Rosario con suo quadro grande di tela, e cornice…Altro altare a cornu Evangelii sotto quattro invocazioni. Una del S.mo Crocifisso: la seconda della Madonna del Carmine: la terza di Santa Lucia: la quarta di San Carlo. L'ultimo altare di rimpetto a questo è sotto due invocazioni. Una della Madonna di Loreto, e di Sant'Ansovino. L'altra di Sant'Antonio Abbate.. Ha un ornato ordinario di legno in parte dorato con suo quadro di tela, ed in un pilastro una lapide di pietra corrosa con iscrizione…. Tutti detti altari hanno il loro cielo di tela dipinta uniformemente, le loro predelle di legno, e scalinate sopra la mensa. …Vi è il Sacro Fonte del Battesimo di legno di noce intagliato con piedistallo, e sua vasca di pietra mischia. …Fra l'Altare della Madonna della Pietà e quello del SS.mo Crocifisso vi è un pulpito di legno con sua Croce,  scala movibile di legno dentro la Sacrestia laterale…. Vi è il Campanile fatto a torre con cartozzo a piramide, palla di rame e Croce di ferro…. In detto campanile vi è un orologio di ferro guasto, ed in cui mancano più pezzi. Un'Orchestra imperfetta da piedi alla Chiesa sopra la Porta con piccolo cassone, e segni infracidati di Organo che vi è esistito. Otto Sepolcri…
Essa Chiesa ha una sola porta esterna verso ponente ed un sol finestrone sopra l'Orchestra. Avanti una piccola piazzetta ammattonata ed immune…. Rimarchi sullo stato di diverse cose. Il pavimento della Chiesa è ridotto disuguale. Varie lapidi sepolcrali sono spezzate. La pietra del catino pel Battesimo è rotta. Li scialbi in cattivo stato, e oscurati. Nel Campanile il tavolato e le scale sono fracide. Il torchio del molino a olio consumato dall'antichità.''»
L'ultima e definitiva trasformazione risale al 1854 quando la chiesa fu rialzata di circa 50 cm è fu realizzata la controsoffittatura in volta a canna e gesso decorata.
Nel XVIII e XIX secolo la chiesa viene trasformata e modificata più di una volta fino ad assumere l'aspetto attuale nella seconda metà dell'Ottocento.
La chiesa, planimetricamente, si presenta come un'aula a navata unica, di dimensioni interne piuttosto ragguardevoli e in cui ad est, si apre la piccola abside a pianta semicircolare coperta da una semicupola in muratura di pietra mentre l'aula è coperta da una volta a botte in canna e gesso dipinta con lunette in corrispondenza delle finestre situate sulla sommità delle pareti laterali. Il solaio di copertura dell'aula è in legno con capriate.
Sul lato nord dal presbiterio si accede alla sacrestia che è situata al disotto della canonica.
Addossato alla parete sud, all'incrocio della facciata con le mura di cinta si erge il campanile.
La Chiesa di Pievefavera vede la presenza di tre tele: la tela dell'Assunta che è parte integrante dell'Altare Maggiore; la tela della Madonna del Rosario sull'altare laterale destro, e un'Adorazione dei Magi conservata nel balconcino posto sopra all'ingresso del torrione. Nell'Altare laterale sinistro è esposta una scultura raffigurante la Madonna della Pietà, racchiusa da una elaborata cornice lignea dorata.
L'organo risale al XIX secolo. Il soffitto e le pareti sono decorate a tempera.
Dalla chiesa si può accedere all'interno del torrione sud-est del Castello, dove fu realizzato a metà degli anni novanta, l'Antiquarium di Pievefavera, per soddisfare la duplice esigenza di esporre e di conservare in un luogo sicuro un certo numero di reperti, parte dei quali erano precedentemente situati sul Sagrato della Chiesa.
Fu quindi restaurato il torrione che sorge addossato alla chiesa anche allo scopo di rendere visitabile la piccola struttura difensiva. Il luogo del museo era quindi esso stesso testimonianza scolpita del passato.
Quindi dal presbiterio della chiesa, a destra dell'altare maggiore, tramite rampa in discesa, si accede alla "vecchia sacrestia" e, a metà del percorso, sulla destra, è visibile il basamento di un pilastro della chiesa nella sua configurazione pre-ottocentesca.
Il primo ambiente nel quale si giunge è quindi la vecchia sacrestia a pianta poligonale. La sala ancora accoglie i pezzi precedentemente situati sul sagrato che sono disposti sulle pareti sostenuti da staffe in ferro.
Il collegamento con il piano superiore è ottenuto mediante la vecchia scala, cioè da pedate in pietra e con alzateregolarizzate secondo una tipologia tipica di strutture militari.
I pezzi che fino a poco tempo fa erano esposti al primo piano del torrione ora sono esposti nella nuova sede dell'Antiquarium situata in prossimità dell'area archeologica mentre i reperti lapidei sono rimasti esposti al piano sottostante.

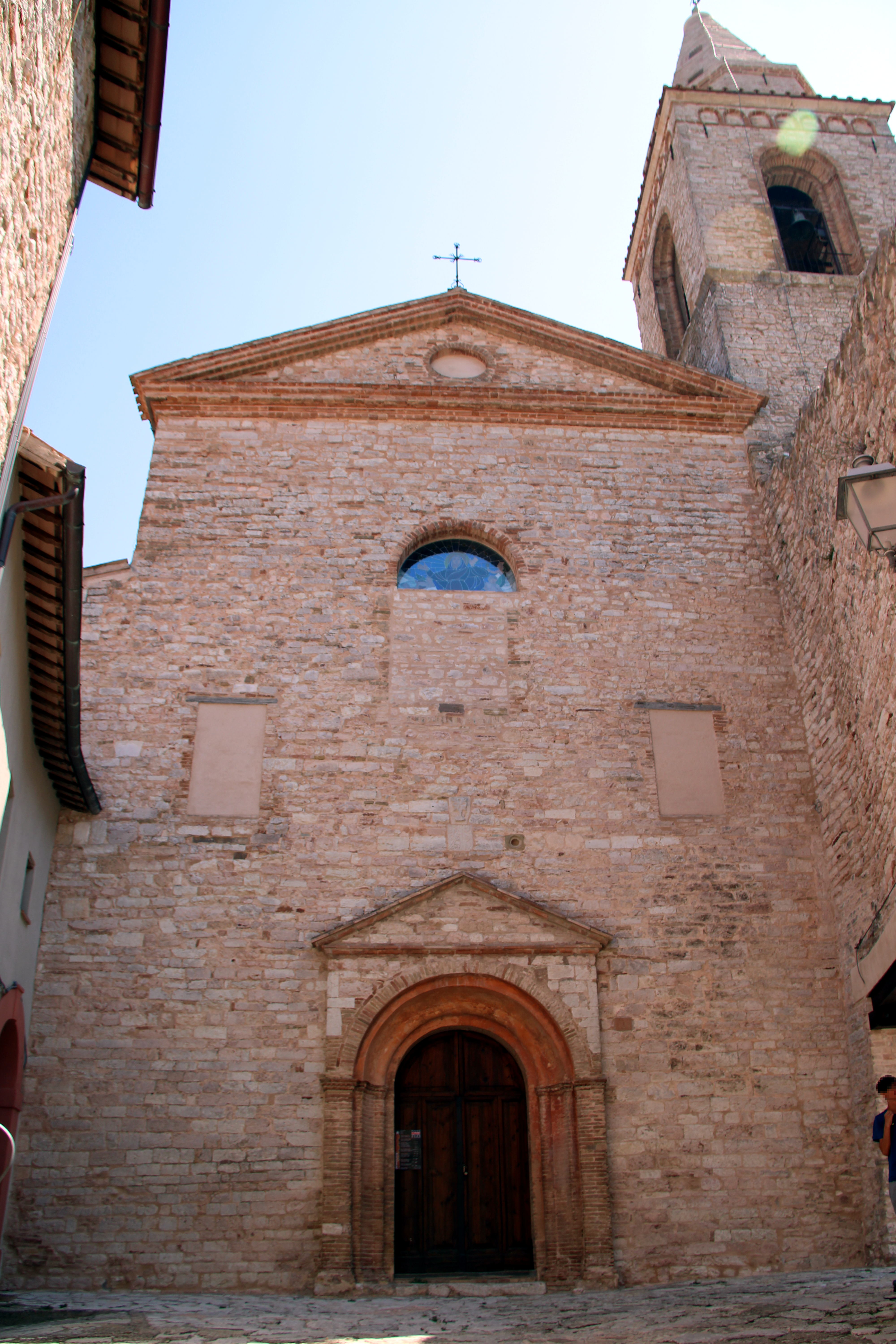
Facciata della chiesa
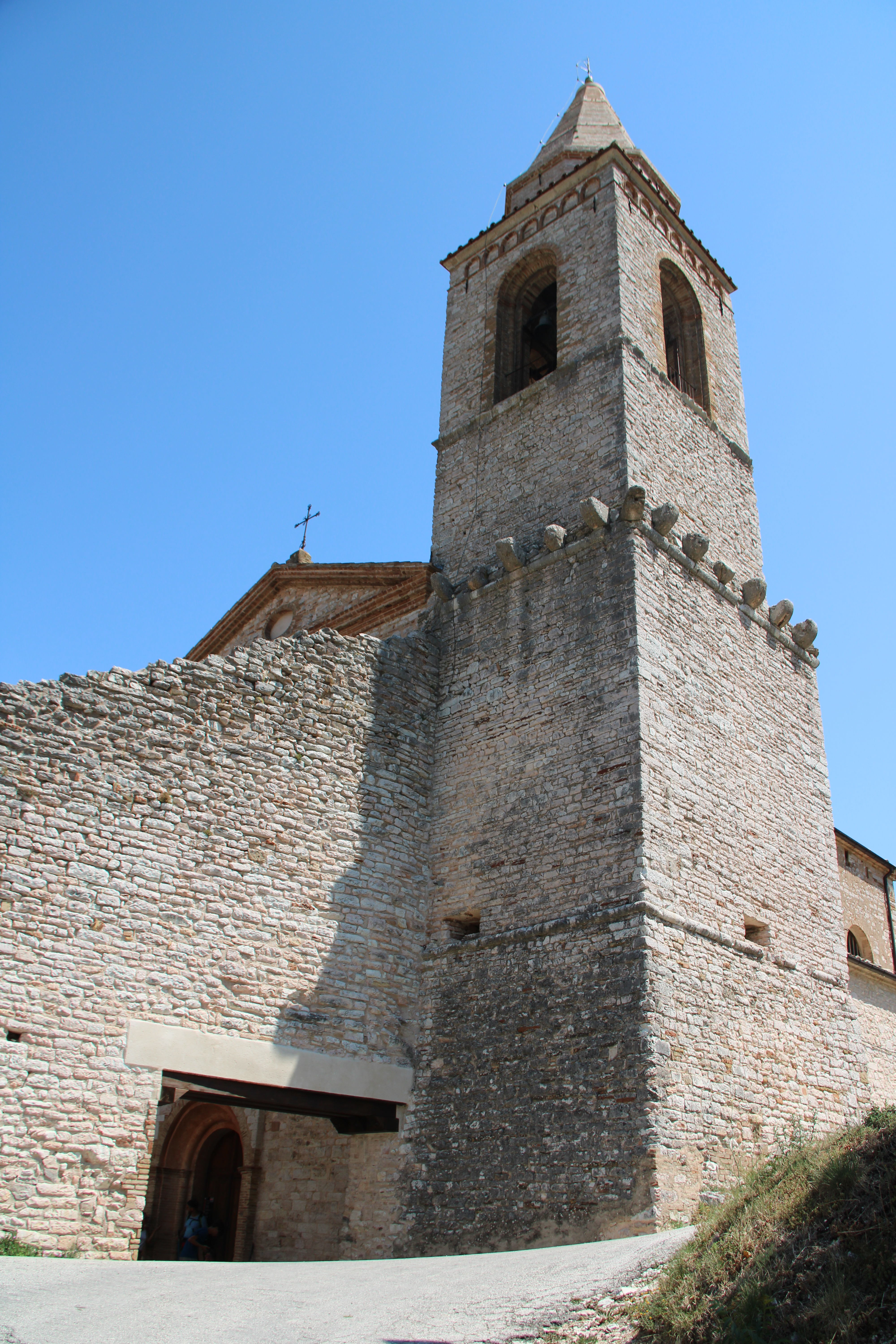
Torre campanaria